# Холодная, Вера Васильевна
Ве́ра Васи́льевна Холо́дная (урожд. — Ле́вченко; 5 августа 1893, Полтава — 16 февраля 1919, Одесса) — русская актриса немого кино.
За сравнительно недолгий период кинокарьеры, начавшийся в 1914 году и продолжавшийся вплоть до са́мой смерти актрисы в 1919 году в возрасте 25 лет, Вере Холодной удалось стать самой знаменитой киноактрисой своего времени — она вошла в историю как «королева экрана» кинематографа России начала XX века.
Холодная снималась у таких режиссёров, как Евгений Бауэр и Пётр Чардынин; её партнёрами в кино были Витольд Полонский, Владимир Максимов, Осип Рунич.
Популярность Холодной не угасала во время революционных событий 1917 года и в годы Гражданской войны.
Смерть актрисы в 1919 году, по официальной версии наступившая из-за гриппа-«испанки», стала поводом для многочисленных слухов и породила ряд легенд.

## Биография

### Жизнь до кинематографа
Будущая актриса родилась 5 августа 1893 года в Полтаве Полтавской губернии Российской империи (ныне Полтавская область Украины) в семье Василия Андреевича Левченко и Екатерины Сергеевны (урождённой Слепцовой). Родители познакомились в Москве. Мать была выпускницей Александро-Мариинского института благородных девиц, отец окончил отделение словесности в Московском университете. В Полтаве он работал учителем словесности в городской гимназии. У Веры были две младшие сестры: Надежда и Софья.
Когда ей исполнилось два года, семья вернулась в Москву к овдовевшей бабушке Екатерине Владимировне. Здесь Вера поступила в частную гимназию Перепёлкиной, а спустя год была принята в балетное училище при Большом театре, отлично сдав экзамен и обойдя множество претендентов. По свидетельству Софьи, «Вера проявила большие способности к балету и мечтала быть на сцене», однако в училище она пробыла недолго: бабушка, выступавшая против артистической карьеры внучки, заставила её вернуться в гимназию — не помогли даже уговоры дальней родственницы, известной театральной актрисы Елены Лешковской. По утверждению сестры, Холодная всегда жалела, что не окончила балетную школу, и упрекала в этом мать.
В подростковом возрасте увлекалась коньками, теннисом, хорошо пела, играла на фортепиано, читала стихи на гимназических вечерах и уже принимала участие в любительских спектаклях. Так, однажды ей досталась роль Ларисы в постановке «Бесприданницы». Огромное впечатление на Веру производила игра её тёзки, знаменитой актрисы Веры Комиссаржевской.
В десятилетнем возрасте Вера потеряла отца — он умер, заразившись холерой. Мать тоже часто болела, и девочке с ранних лет приходилось заботиться о сёстрах. Софья писала: «Так как я росла без отца, Вера Васильевна, будучи очень доброй, вполне заменила мне отца, она занялась моим воспитанием и, когда заметила, что я также люблю сцену, люблю балет, помогла мне поступить учиться в балетную школу».
В 1910 году Вера окончила гимназию. На выпускном балу она познакомилась с подпоручиком Фанагорийского гренадерского полка Владимиром Холодным, с которым обвенчалась 23 апреля (6 мая) 1912 года в Спасоналивковской церкви. Холодный увлекался автогонками и участвовал в издании первой и единственной на тот момент в России спортивной газеты «Авто». Вера посещала клуб «Алатр», где вокруг Леонида Собинова собиралась богемная артистическая публика, а также кружок молодых артистов Московского Художественного театра, — место, где часто бывали известные художники и литераторы: Бальмонт, Андреев, Балтрушайтис, Андрей Белый и другие. «Самой неизменной и приветливой хозяйкой этих мансард, во главе со своими подругами, была в то время Вера Холодная, тогда ещё совсем юная, только начинающая актриса», — делился воспоминаниями Александр Мгебров.
Уже в те годы Холодная проявляла интерес к кино. Большое влияние на девушку оказывало творчество датской звезды немого кино Асты Нильсен.

### Приход в кино (1914—1916)
Существует несколько версий прихода актрисы в кинематограф. Александр Вертинский утверждал, что это произошло благодаря ему. В своих воспоминаниях он писал: «Как-то, повстречав её [Холодную] на Кузнецком, по которому она ежедневно фланировала, я предложил ей попробовать свои силы в кино. Она вначале отказывалась, потом заинтересовалась, и я привёз её на кинофабрику и показал дирекции». На решение Холодной стать киноактрисой во многом повлияли материальные затруднения, возникшие в семье. В 1914 году Холодная впервые приняла участие в кинопробах — на предприятии «В. Г. Талдыкин и Ко». Дебют Веры в кино, впрочем, состоялся на другом кинопредприятии — «Тиман и Рейнгард» («Эра»). Режиссёр Владимир Гардин, к которому обратилась девушка, описывал их встречу следующим образом:

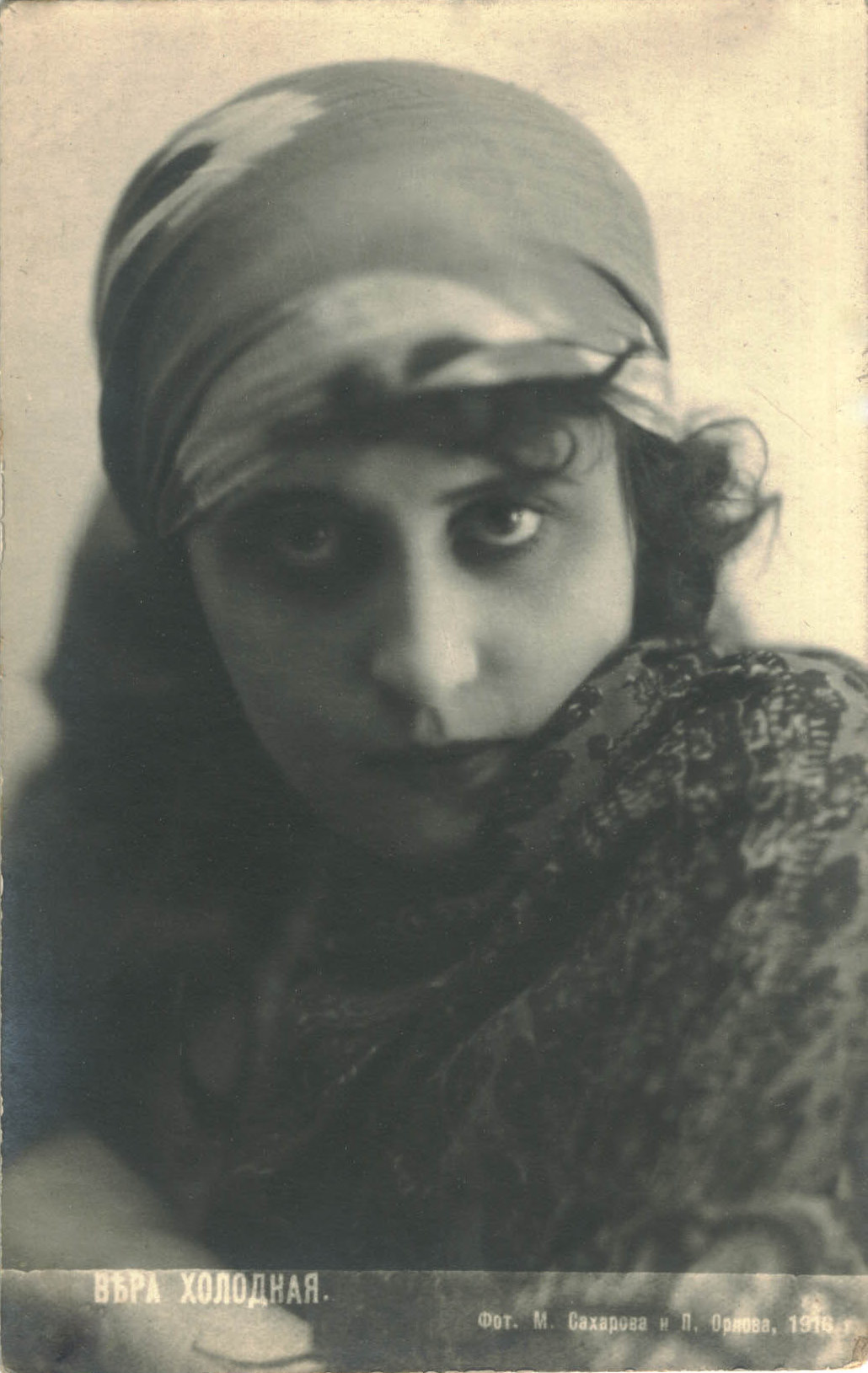
Вера Холодная на открытке 1916 года

«Стройная, гибкая, бывшая танцовщица, она сидела передо мной, опустив красивые ресницы на обвораживающие глаза, и говорила о том, что хочет попробовать свои силы на экране. <…> Вера Холодная тогда умела лишь поворачивать свою красивую голову и вскидывать глаза налево и направо — вверх. Правда, выходило это у неё замечательно, но больше красавица Вера дать ничего не могла».
Гардина привлекла эффектная внешность девушки, и он дал ей эпизодическую роль в картине «Анна Каренина». Холодная появлялась в массовой сцене на балу в роли итальянки-кормилицы, приносящей Анне нелюбимую дочь. Первый фильм в карьере Холодной был одним из лучших образцов киноискусства своего времени: основные роли исполняли опытные МХАТовские актёры, съёмку осуществлял известнейший в те годы оператор Александр Левицкий. После «Анны Карениной» пути Холодной и Гардина разошлись. «Мысленно я поставил диагноз из трёх слов: „Ничего не выйдет“», — признавался режиссёр в своих мемуарах. Впрочем, он всё-таки поинтересовался у владельца фирмы Пауля Тимана, не стоит ли зачислить девушку в их постоянную труппу, на что тот ответил, что ему нужны «не красавицы, а актрисы». После этого на некоторое время девушка оставила мысли об актёрской карьере.
В 1915 году в клубе «Алатр» Холодная познакомилась с представителем студии Александра Ханжонкова Никандром Туркиным и режиссёром студии Евгением Бауэром, который сразу предложил Холодной главную роль в фильме «Песнь торжествующей любви». Он без труда убедил Ханжонкова. Поскольку актриса по неопытности не могла передавать сложные психологические нюансы, он делил сцену переживаний героини на отдельные не связанные переходами моменты (смех, спокойное выражение лица, грусть, слёзы, рыдание) и чередовал их вставками пейзажей, туч, изображений ваз. Ханжонков предвидел успех фильма ещё на стадии съёмок: отсмотрев несколько черновых сцен, он заключил с актрисой контракт сроком на три года. По мнению Александра Вертинского, картина стала вершиной успеха Холодной. Чеслав Сабинский также отмечал, что «манера и стиль [актрисы] были безошибочно найдены». Довольна была и сама актриса: «Вера Васильевна очень волновалась, но вместе с тем в душе радовалась и была счастлива, ибо это была её первая отечественная роль, которая ей была по душе».
В том же году она снялась ещё в нескольких фильмах. Несмотря на то, что в годы работы на студии Ханжонкова актриса снималась и у других режиссёров, этот период её карьеры принято считать «бауэровским». Бауэр с большой точностью угадывал возможности актрисы. Открыв целый ряд знаменитых актёров немого кино, именно Холодной он отводил особое место в своём творчестве. Если обычно название и содержание фильмов держались в секрете, чтобы идея не была перехвачена конкурентами, то картины с участием Веры Холодной рекламировались ещё до начала съёмок — в этом не было риска, поскольку главная ценность ленты заключалась в участии конкретной актрисы, и перехват сюжета не представлял никакой опасности.

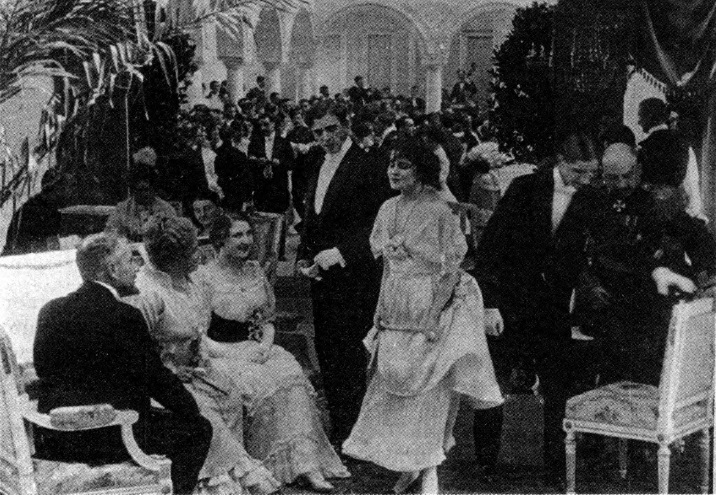
Кадр из фильма «Жизнь за жизнь» (1916). Слева направо: Иван Перестиани, Ольга Рахманова, Лидия Коренева, Витольд Полонский, Вера Холодная

В «Лунной красавице» — одной из самых слабых работ Бауэра — Холодная снималась в седом парике, который, по мнению Бауэра, был ей к лицу. Одобрительные отзывы современников получила лента «Дети века»: критики замечали, что актриса «очень верно» исполнила роль любящей жены и матери и в отдельных моментах выглядела «бесподобно правдиво». Но, несмотря на растущую популярность, игра Холодной вызывала смешанную реакцию. Так, журнал «Синема», комментируя исполнение Холодной роли Любы в фильме «Пробуждение», замечал за актрисой «тонкое понимание условностей экрана»; «Проектор», напротив, дал ей игре оценку «не выше среднего», правда, с оговоркой, что «виноват, может быть, режиссёр, дающий мало передних планов, столь выигрышных для артистки, и очень коротенькие сценки».
Статус звезды первой величины окончательно закрепился за Холодной после фильма «Жизнь за жизнь» — одной из лучших постановок того времени; главной интригой стало актёрское соперничество Холодной и актрисы МХТ Лидии Кореневой: в фильме они играли сестёр-соперниц, чья драма заключалась в браке без любви. Критикам представилась возможность сравнить две манеры актёрской игры. Валентин Туркин отмечал: «Игра Л. М. Кореневой внимательно следилась, волновала и трогала, но запоминался образ другой героини, которая не играла, но жила на экране, была в родной стихии». Корреспондент «Театральной газеты» обращал внимание на «полный контраст» между игрой двух актрис, а также писал: «Из исполнителей, прежде всего, отметим г[оспо]жу Холодную, наиболее чутко усвоившую основной бауэровский ритм». Сеансы этой картины привлекали такое количество желающих, что на них велась предварительная запись.

### В зените славы (1916—1918)

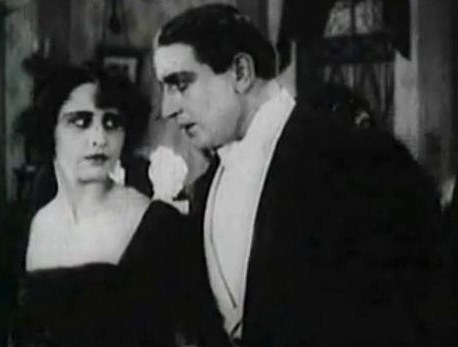
С Осипом Руничем в фильме «Молчи, грусть… молчи…» (1918)

Проработав год у Ханжонкова и снявшись за это время в тринадцати фильмах, Вера Холодная перешла в киноателье Дмитрия Харитонова. Сестра актрисы Софья считала, что Холодная ушла от Ханжонкова из-за нежелания играть в пошлых и бессмысленных фильмах; по словам же самого Ханжонкова, причиной стал высокий гонорар, предложенный Харитоновым, — вдвое больше, чем в предыдущем ателье. Уход Холодной, а также Витольда Полонского стал для Ханжонкова тяжёлым ударом. «Холодная и Полонский на второй год своей работы в акционерном о[бщест]ве уже получали такие оклады, о которых до прихода в кинематографию и мечтать не смели. Месячный гонорар каждого из них был равен годовому гонорару среднего театрального актёра», — писал он. Вследствие ухода Холодной и Полонского Ханжонков, по его собственному признанию, потерял «ровно столько же, сколько приобрёл Харитонов».
Вместе с ними ушёл и режиссёр Пётр Чардынин. С этого момента Холодная снималась только у него и лишь в порядке исключения давала согласие другим режиссёрам. Ни условия работы, ни характер ролей актрисы с переходом в новое киноателье не поменялись. Подметив, что зрители отождествляют актёра с созданным им экранным образом, Чардынин и Харитонов ввели в русский дореволюционный кинематограф «систему звёзд». Они предложили публике смотреть в одном фильме сразу и Витольда Полонского, и Владимира Максимова, и Веру Холодную, закрепив за каждым из них постоянный экранный образ. Места действия, сюжеты и среда менялись, но Полонский и Максимов, по выражению искусствоведа Семёна Гинзбурга, неизменно «представали как элегантные герои-любовники или развращённые фаты, а Холодная — как безвольная и скорбная жертва собственных и чужих страстей».
Первой их совместной работой стала драма «У камина», действие которой строилось вокруг любовного треугольника. Конкуренты отнеслись к идее скептически, полагая, что расходы на оплату «звёздных» актёров не окупятся. Однако ожидания Харитонова подтвердились: коммерческий успех этой и последующих картин стал рекордным для русской дореволюционной кинематографии. В Одессе лента «У камина» непрерывно демонстрировалась на протяжении 90 дней, в Харькове — 72 дня, при этом крупнейший харьковский театр «Ампир» четырежды возобновлял постановку картины, и каждый раз показ собирал огромные очереди. Холодная была более востребована зрителями, нежели её коллеги Полонский и Максимов — герои последних были лишёны всякого характера, тогда как Холодная изображала человеческий характер, близкий публике.

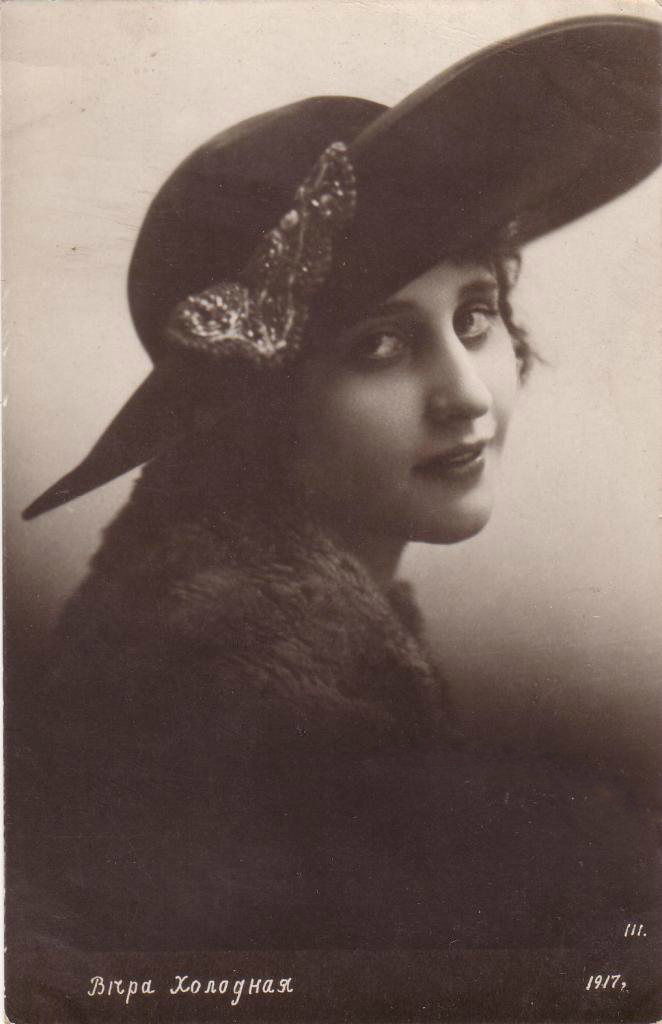
Открытка 1917 года с фотографией Веры Холодной

Успех фильма побудил Чардынина выпустить продолжение «Позабудь про камин, в нём погасли огни…», сюжет которого, по сути, повторял сюжет оригинальной ленты; поменялись лишь действующие лица, за исключением Печерского, а вторую мужскую роль исполнил не Витольд Полонский, а Осип Рунич. Фильм имел ещё больший успех, несмотря на то, что вышел на экраны в дни Октябрьской революции. Как сообщал «Кине-журнал», в харьковском театре «Ампир» «всё время постановки была огромная очередь». Фильмы на тему цирковой жизни с участием Холодной — «Позабудь про камин, в нём погасли огни» и «Молчи, грусть… молчи…» — имели рекордные сборы за весь период существования русской дореволюционной кинематографии.
При этом по словам самого Чардынина, он «немало возился» с Холодной во время съёмок, отрабатывая каждое движение, поскольку та не владела элементарной актёрской техникой и съёмки у Чардынина никак не способствовали её творческому росту. С 1916 по 1919 год было поставлено более 30 картин с Холодной. Как правило, одновременно шло по несколько фильмов с её участием. Даже тогда, когда в апреле-мае 1918 года дела киностудии пошли на убыль, было выпущено шесть лент с Верой Холодной. Режиссёры зачастую заставляли её не сниматься, а «просто позировать в мало подходящих, а иногда и явно халтурных лентах», как писал Чеслав Сабинский.
Актёрская карьера Веры Холодной продолжалась на протяжении Первой мировой войны. Она принимала участие в благотворительных концертах, в продаже подарков для поддержки фонда воинов и их семей. Военные боготворили Холодную, называли её «своей Верочкой» и скупали билеты на все её сеансы. Николай Анощенко вспоминал, что билеты «с боем» раскупали не только «юные прапорщики и подпоручики из числа бывших студентов», но и «штабные капитаны и удачливые подполковники». В перерывах между съёмками Холодная ездила на фронт к мужу, который добровольцем ушёл на фронт.
Октябрьская революция застала актрису за работой над картиной «Княжна Тараканова», съёмки которой предполагалось провести в Одессе. Советская власть шла ей навстречу: сестра Софья писала, что в условиях экономии новые власти, «зная, что снимается Вера Васильевна Холодная, отпускали электроэнергию и плёнку по возможности бесперебойно». После выхода на экран фильма «Живой труп» на актрису обратил внимание Константин Станиславский. Он предложил ей вступить в труппу МХТ и пообещал роль Катерины в «Грозе», но предупредил, что над ролью придётся долго и много работать — может быть, год или больше. Однако работа в театре была невозможна при интенсивном съёмочном графике, и Холодная ответила отказом.

### В Одессе (1918—1919)

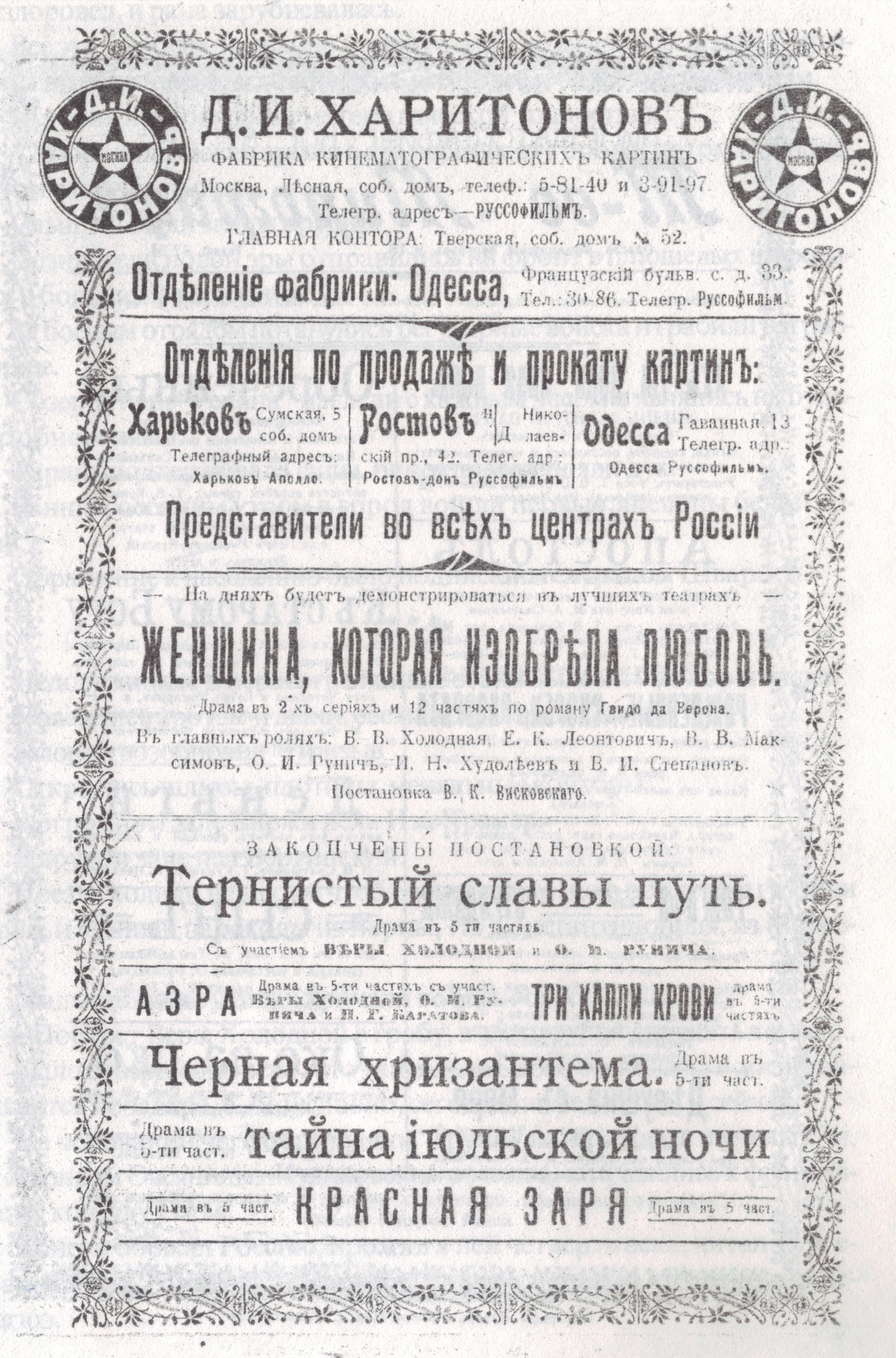
Афиша с указанием фильмов компании Дмитрия Харитонова «Руссофильм» с участием Веры Холодной (Одесса, 1919)

Весной 1918 года Холодная переехала в Одессу с киноэкспедицией Харитонова, куда входили также Чардынин, Максимов, Рунич и члены их семей. Актрису сопровождали сестра Софья и дочь Женя. Вторая сестра, Надя, муж Владимир и приёмная дочь Нонна остались в Москве. Существует предположение, что не последнюю роль в отъезде сыграли события в личной жизни актрисы — одновременный разрыв с мужем и Владимиром Максимовым. По дороге в Одессу актёры давали концерты в крупных городах, включая Киев и Харьков. Впоследствии Евгения уточняла, что пока в Одессе оборудовали киностудию, Холодная успела принять участие в съёмках ряда картин в Ялте и несколько раз выступить в благотворительных концертах в пользу Добровольческой армии. В Одессе внимание поклонников стало для неё, по словам сестры, «настоящей катастрофой». Иногда участники киноэкспедиции были заняты целые сутки: съёмки проходили в ателье, которое Харитонов выстроил на Французском бульваре.
18 декабря 1918 года Одессу заняли французские войска и части Добровольческой армии. Холодная стала получать приглашения сниматься за рубежом от иностранных компаний. «Фирмы обещали ей огромные гонорары, — рассказывала сестра актрисы Софья, — но Вера решительно всё отклоняла… Вера опубликовала заявление в печати, в котором публично заявила, что ни за что не покинет свою Родину в тяжёлое для неё время, и призывала других артистов тоже последовать этому решению». Интервью было опубликовано в одном из номеров «Кино-газеты» за 1918 год, где приводились слова актрисы: «Теперь расстаться с Россией, пусть измученной и истерзанной, больно и преступно, и я этого не сделаю».
Всего она снялась в четырёх фильмах: «Последнее танго», «Женщина, которая изобрела любовь», «Азра» и «Княжна Тараканова». Во время их показов перед синематографом «Кино-Уточкино» на Дерибасовской улице выстраивались огромные очереди. В свободное от съёмок время актриса выступала на коммерческих концертах и благотворительных вечерах, сбор от которых шёл в пользу неимущих работников сцены или Красного Креста. Круг знакомств Холодной был разнообразен: от французских военных деятелей и белых офицеров, что давало поводы для многочисленных слухов. Кинозвезде приписывали романы с военным губернатором Одессы Алексеем Гришиным-Алмазовым, французским генералом Анри Фрейденбергом и французским консулом Эмилем Энно. В её окружение входили и такие лица, как Георгий Лафар и Пётр Инсаров, тайные агенты большевиков. Исследователь Максим Ивлев предполагает, что они пытались выведать какие-либо тайны, а, возможно, и подкупить Фрейденберга. В своём донесении в Москву Лафар писал о встрече с Холодной:
«Она там [в отдельном кабинете „Дома кружка актёров“] ужинает, иногда обедает с друзьями, оттаивает от одесского холода и неустройства. Я имел с ней беседу („Апостол“ представил меня). Дама несколько инфантильна, но отзывчива и мила, по нашему мнению, обязательна. Что удивительно, слава ей не вскружила голову. Она ею тяготится. Фрейденберг души в ней не чает, льнёт к ней, хотя держит себя в рамках приличий. Дама эта наша. У неё брали интервью: „Почему бы вам не поехать в Европу, пока в России междоусобица?“. Она ответила: „Я Россию никогда не брошу“. О даме буду писать отдельно. Влияние её на Фрейденберга безмерно. „Апостол“ предлагает форсировать это дело в том направлении, в котором был заговор. Я — за!..»

### Болезнь и смерть
В феврале 1919 года Вера Холодная простудилась и заболела тяжёлой формой гриппа с лёгочными осложнениями, более известной как «испанка». «В Одессе была настоящая эпидемия, и болезнь протекала очень тяжело, а у Веры как-то особенно тяжко, — делилась сестра Софья. — Профессора Коровицкий и Усков говорили, что „испанка“ протекает у неё как лёгочная чума… Всё было сделано для её спасения. Как ей хотелось жить!» По свидетельству импресарио актрисы, болезнь настигла её внезапно: зимой, после спектакля в театре литературно-артистического общества на Греческой улице, по дороге в гостиницу «Бристоль» артистка упала в снег с перевернувшихся саней. На следующий день у неё поднялась температура, и врачи поставили диагноз «грипп». Не желая оставаться в гостинице, Холодная переехала к матери, в дом Папудова на Соборной площади. По воспоминаниям сестры, перед домом Папудова постоянно стояла толпа молодёжи, а Харитонов и Чардынин, сидя на кухне, плакали. «Я ежедневно бывал у неё, — писал импресарио Холодной. — Она была в очень угнетённом состоянии».

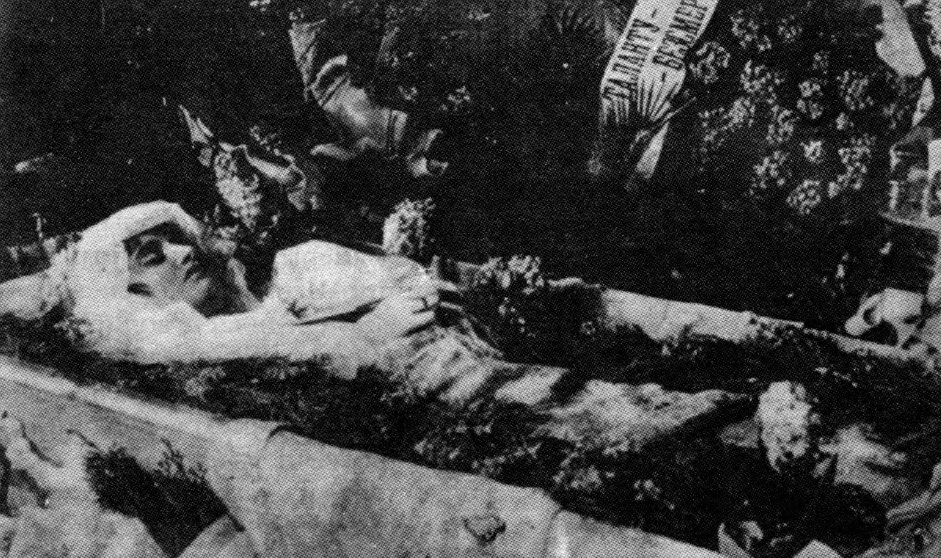
Тело Веры Холодной в гробу. Кадр из фильма-хроники «Похороны Веры Холодной»

16 февраля 1919 года в половине восьмого вечера актриса скончалась, проболев всего несколько дней. Вскрывать тело, вопреки обычной практике, не стали; вместо этого сразу же произвели бальзамирование, для чего к постели умершей был срочно вызван лучший одесский патологоанатом профессор Михаил Тизенгаузен. Вынос тела в Спасо-Преображенский кафедральный собор для отпевания состоялся не днём, как обычно, а ночью — тем не менее при большом скоплении народа. Эти странные обстоятельства впоследствии легли в основу многочисленных конспирологических версий относительно смерти Веры Холодной.
Сестра актрисы вспоминала, что с умершей пришла проститься буквально вся Одесса. «Мёртвая актриса была наряжена в один из лучших своих туалетов и тщательно загримирована», — вспоминал Ханжонков. Забальзамированное тело было похоронено в часовне на Первом христианском кладбище, с тем, чтобы в будущем перевезти его в Москву. Гроб оставался там вплоть до ликвидации кладбища в 1932 году, после чего тело актрисы пропало.
В день смерти во многих театрах были отменены спектакли. В Московском Художественном театре прошла панихида памяти актрисы. Её популярность не угасла и после смерти. Документальная картина «Похороны Веры Холодной» имела огромные сборы. В Каунасе (столице межвоенной Литвы) фильм «Жизнь за жизнь» с участием покойной кинозвезды имел «обычный успех» уже в 1923 году — спустя четыре года после её кончины.
Внезапная смерть популярной актрисы повлекла за собой целую череду слухов и домыслов. По официальной версии, причиной ухода Холодной из жизни действительно стала «испанка».
По одной из версий, её расстреляли революционные матросы как белую шпионку; по другой — актриса задохнулась от запаха отравленных белых лилий, присланных консулом Энно; согласно третьей, Холодную задушил на почве ревности её любовник, генерал Гришин-Алмазов. В эмигрантских кругах обвинения высказывались и в адрес её последнего партнёра Осипа Рунича. Слухи усилились после ареста и расстрела в Москве мужа Холодной Владимира. Тем не менее, большинство людей, знавших актрису, придерживалось официальной версии: например, дочь и сёстры Холодной, её импресарио (вспоминавший, что ни сама актриса, ни члены её семьи «не высказывали никаких сомнений относительно причины её заболевания») и Александр Вертинский. С крайне резкой критикой слухов об убийстве актрисы выступал Алексей Каплер, автор посвящённого Холодной биографического очерка.

## Семья
Муж Веры, Владимир Григорьевич Холодный, был юристом, автогонщиком, принимал участие в Первой мировой войне в качестве офицера. В 1915 году он был тяжело ранен в ногу под Варшавой и награждён за храбрость золотым оружием. Из-за ранения был вынужден вернуться в Москву. Известие о смерти жены он перенёс тяжело. В том же году Холодного арестовали представители ВЧК.

Их дочь Евгения рассказывала: 
«В нашей московской квартире чекисты штыками распороли подушки, вскрыли стены; затем всю обстановку и мебель увезли. Прабабушку и сестру не тронули. Они и носили передачи отцу в тюрьму, пока им не сказали, что больше в этом нет необходимости — моего отца расстреляли в конце 1919 года».
1 (14) декабря 1911 года у «дочери коллежского секретаря, девицы православного вероисповедания Веры Васильевой Левченко» вне брака родилась дочь Евгения Владимировна, восприемниками при крещении были Николай Холодный и сестра Веры — Надежда. В начале 1920 года Евгения Владимировна вместе с сестрой Нонной и тётей Надеждой Васильевной эмигрировала и жила в Стамбуле. Первый брак с бывшим русским офицером был кратким и бездетным. После развода жила в семье Надежды Васильевны Левченко. Позднее там же в Стамбуле вышла замуж за певца хора, тапёра, русского американца Николая Петровича Лапикена (1905—1994), который перевёз её в Калифорнию (США). Умерла в 2003 году и похоронена на сербском кладбище г. Сан-Франциско.
Ещё одна дочь, Нонна Владимировна, родилась 20 августа (2 сентября) 1913 года, крещена была 25 января (7 февраля) 1914 года. Восприемником при крещении была сестра Веры — Софья. Стала балериной, окончив балетную студию при оперном театре в Софии и в 1930-е выступала в Софийской опере. В первом браке с фотографом Владимиром Стрикалкиным у неё родились дочь Вера и два сына. Позднее в начале 1960-х там же в Стамбуле Нонна Владимировна вышла замуж за музыканта Антона Антоновича Хорачека, который перевёз её в Калифорнию (США). Умерла с США в 2012 году, прах захоронен в Стамбуле на русском участке греческого кладбища рядом с тётей Надеждой Васильевной. Внучка актрисы Вера Владимировна Холодная (по мужу Гилберт) родилась и живёт в Стамбуле вместе с младшим сыном Джонни Гилбертом — экономистом. Старший сын Роланд Гилберт, фармацевт, живёт с семьёй в Сан-Франциско (США). У Веры Владимировны пять внуков.
Сестра актрисы Надежда Васильевна Левченко (1899—1979), в январе 1916 года вне брака родила сына Олега, восприемником при крещении была Вера Васильевна Холодная. В 1919 году вышла замуж за грека Николоса Хараламбидиса (1892—1970) и приняла греческое подданство. Взяв на воспитание обеих дочерей покойной сестры, Евгению и Нонну, в 1920 году она перебралась в Стамбул. Похоронена в Стамбуле на русском участке греческого кладбища.
Другая сестра актрисы Софья Васильевна Левченко (1905—?) после смерти Веры так и осталась в Одессе, стала балериной Одесского театра оперы и балета, вышла замуж и родила двоих детей.
Родной брат Владимира Холодного, Николай Холодный, был учёным-ботаником, академиком АН УССР.

## Человеческие качества
Жена Александра Ханжонкова Вера Дмитриевна отмечала такие качества Холодной как трудолюбие, скромность и выносливость. В то же время актрисе «был совершенно чужд активный, драматический порыв сильных страстей, воля к борьбе», как писал Чеслав Сабинский. Александр Мгебров выделял в актрисе «исключительную ласковость и приветливость ко всем». Описывая Холодную такой, какой она была ещё задолго до пика своей популярности, в период посещения кружка молодых артистов МХТ, Мгебров свидетельствовал: «Она не знала ни утомления, ни отдыха, и была душою всего нашего, по-настоящему тогда вдохновенного, горения».
Сестра актрисы Софья писала, что та много читала; из русских авторов предпочитала Пушкина, Толстого, Достоевского и Островского, а из зарубежных — Гюго, Доде, Бальзака, Джека Лондона, Флобера. Любимыми композиторами актрисы, по словам сестры, были Михаил Глинка и Пётр Чайковский.
Холодная зачастую делала то, что было несвойственно её современницам-актрисам. Шляпы и выкройки платьев она обычно делала сама, причёсывалась, как правило, тоже самостоятельно. По праздникам актриса готовила свои любимые блюда — салат «Оливье», рыбу под майонезом, крюшон.

## Холодная как актриса

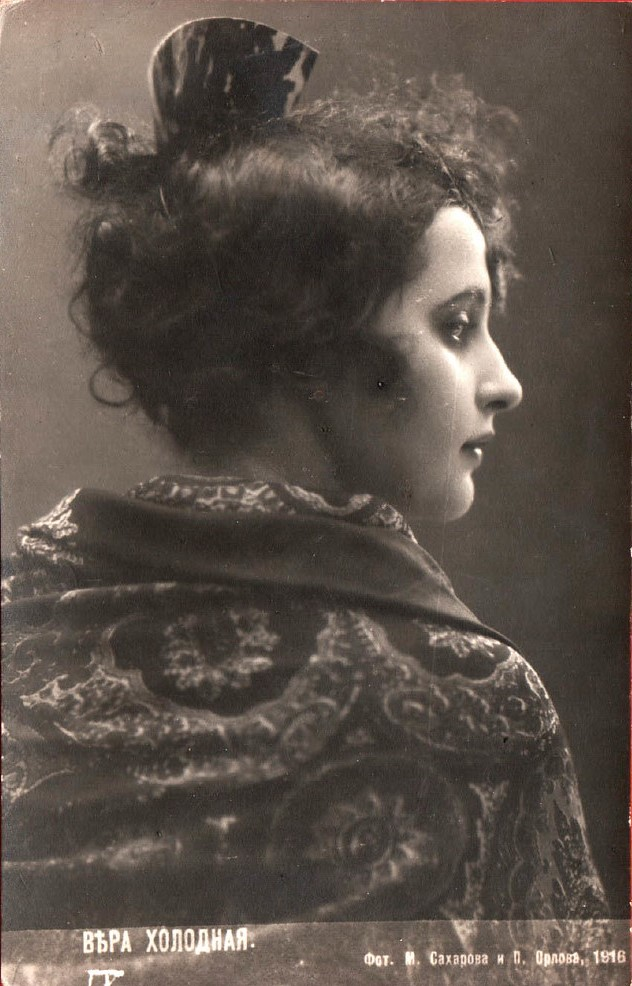
Холодная Вера, 1916 г.

Оценки актёрской игры Веры Холодной крайне полярны. На слабость Холодной как актрисы обращал внимание, в частности, автор многотомного труда «Всеобщая история кино», историк кинематографа Жорж Садуль. О нехватке актёрской индивидуальности, неумении передавать драматические и трагические переживания и — в этой связи — неудачных попытках «делать игру» (утрированные жесты и мимика, усиленное дыхание на первом плане) критики говорили ещё при её жизни. Один из них, характеризуя работу актрисы в «Детях века», называл её главными недостатками «замедленность темпа и однообразие его», подчёркивал, что «её темпы слишком ровны, слишком замедленно-холодны». Леонид Сабанеев отмечал, что «[в] жизни она … производила впечатление … хорошенькой женщины … лишённой всякой артистичности. Впрочем, для тогдашнего „синема“ её и не требовалось — наружности было достаточно».
Вера Ханжонкова писала, что Холодная снискала славу благодаря «исключительно выразительной внешности и обаянию», а режиссёр Иван Перестиани, имевший опыт работы и близко знакомый со знаменитой актрисой, предполагал, что публику привлекала «пассивная нежность фигурки, глаз и движений» Холодной. Чеслав Сабинский выделял две ключевые особенности актрисы: «прекрасная модель для кинематографического аппарата» и «стандарт, созданный В[ерой] Холодной», в том, чтобы многократно и умышленно играть саму себя, отказываясь даже менять причёску из-за страха быть неузнанной зрителями. Впрочем, если верить сестре Холодной, та тщательно готовилась к исполнению каждой роли.
По мнению историка Веры Устюговой, секрет успеха актрисы заключался в «самой женской природе», в том, что она стала экранным олицетворением «душевности и природной естественности». Искусствовед Елена Кащенко дополняет это выводом, что Холодной был свойственен ряд индивидуальных качеств, присущих только ей, и именно в этом заключалось её преимущество перед другими актрисами.
Холодная олицетворяла новый для российского кинематографа декадентский типаж, пришедший в 1910-х годах на смену «щекастой румяной русской красавицы», считает киновед Евгений Марголит. «Почти во всех фильмах, — писала Вера Ханжонкова, — актриса играла одну и ту же роль пассивной страдающей женщины — жертвы житейских страстей». Это же отмечали и кинокритики-современники актрисы, например, Михаил Браиловский. Вместе с тем Холодная считалась выразительницей идеала женственности, эстетическим идеалом женской красоты своего времени. Борис Лихачёв характеризовал её как первое «самостоятельное, индивидуальное дарование» отечественного кинематографа. Такой популярностью, как она, по мнению Семёна Гинзбурга, не пользовался ни один дореволюционный актёр, даже Иван Мозжухин.

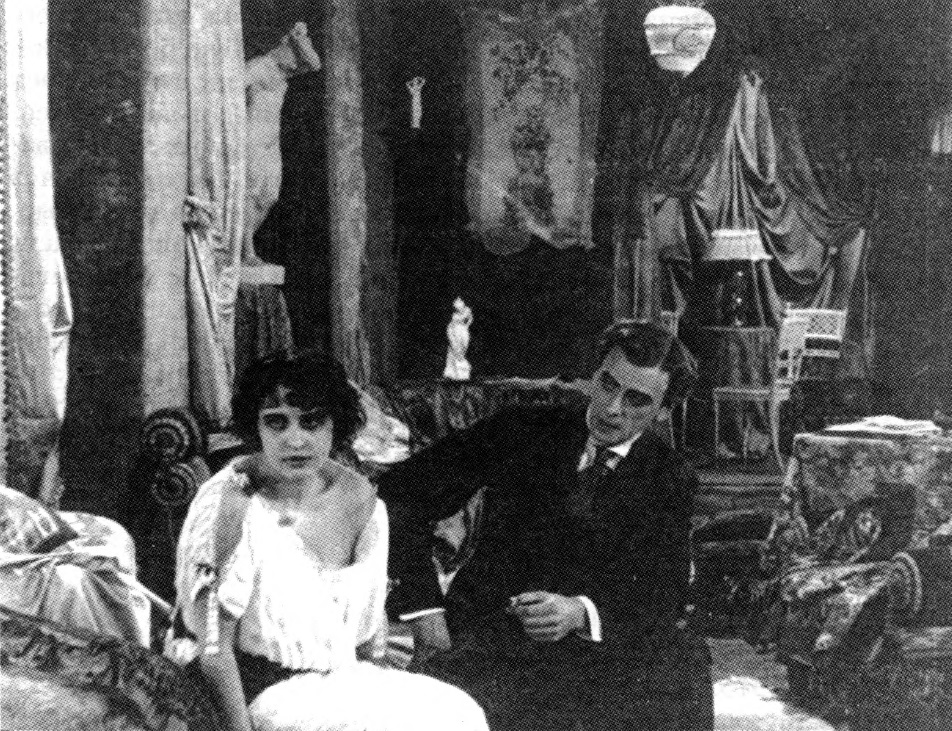
С Витольдом Полонским в фильме «Миражи» (1916)

Иван Перестиани в своих мемуарах «категорически утверждал, что В. В. Холодной были совершенно чужды какие бы то ни было эмоции творческого характера». Подобным образом об игре Холодной отзывались советские киноведы Николай Лебедев, характеризовавший Холодную как «красивую, но маловыразительную актрису, исполнительницу ролей женщины-куклы, женщины-игрушки, пассивной жертвы чужих страстей и несчастных случайностей», как «посредственную и безжизненную „кинонатурщицу“», и Семён Гинзбург, считавший, что актриса не была способна на большее, чем просто позировать перед камерой. Бауэр, с точки зрения Гинзбурга, «придумывал нелепые сюжеты, которые позволили бы эффектно продемонстрировать её зрителям», при этом, впрочем, находя возможность примерять на Холодную «образ деятельного, волевого человека».
Соответствующая точка зрения долгое время господствовала в советской литературе — Ромил Соболев замечал, что имя актрисы превратилось в синоним пошлости и бессодержательности «буржуазного кино» и в какой-то момент «стало считаться „неприличным“ говорить о Вере Холодной иначе, как только резко отрицательно». В этом киновед отчасти винил режиссёров Бауэра и Чардынина, «принижавших роль актёра как главного создателя художественного образа» и «мешавших расти» молодой актрисе. Евгений Марголит также обращал внимание на то, что Холодная — «южанка, полтавчанка, из мира буйного плотского цветения», воплощала чуждые её темпераменту образы героинь, «чахнущих в холодных застеклённых кабинетах-оранжереях». В этой связи он сопоставил актрису с Эммой Цесарской, кинозвездой конца 1920-х и начала 1930-х годов, назвав последнюю «Верой Холодной навыворот»: «Тоже украинка, но полнокровная, белозубая, пышущая жизнью брюнетка в амплуа женщины, отстаивающей право на собственную страсть».
Ромил Соболев признавал, что, хотя Холодная получила известность не благодаря своему таланту, таковым она всё же обладала. Её актёрский потенциал отмечал и режиссёр Владимир Гардин, в чьей картине некогда дебютировала Холодная: «Я уверен, что она прошла бы все ступени от живой модели до подлинного мастера. В последних её фильмах уже чувствовалось пробуждение богатой одарённой натуры».

## Фильмография
Существуют разные сведения по поводу того, в скольких фильмах снялась Вера Холодная. Так, историк Ирина Гращенкова говорит о 40 лентах. По другим сведениям, картин с участием Холодной было 35, по третьей версии — не менее 50. До наших дней сохранилось — частично или полностью — только восемь картин с участием Веры Холодной, включая «Анну Каренину» 1914 года, где она исполнила эпизодическую роль.
Фильмы, сохранившиеся полностью или частично
Приводятся по изданию: Великий Кинемо: Каталог сохранившихся игровых фильмов России (1908—1919) / Сост.: В. Иванова, В. Мыльникова, С. Сковородникова, Ю. Цивьян, Р. Янгиров. — М.: Новое литературное обозрение, 2002. — 568 с. — ISBN 5-86793-155-2.
| \| Год \| \| Название \| Роль \| \| ---- \| - \| --------------------- \| ------------------------- \| \| 1914 \| ф \| Анна Каренина \| Кормилица-итальянка \| \| 1915 \| ф \| Дети века \| Мария Николаевна Торопова \| \| 1916 \| ф \| Миражи \| Марианна \| \| 1916 \| ф \| Жизнь за жизнь \| Ната \| \| 1917 \| ф \| Истерзанные души \| Графиня Руцкая \| \| 1918 \| ф \| Молчи, грусть… молчи… \| Пола \| \| 1918 \| ф \| Сказка любви дорогой \| Пола \| \| 1918 \| ф \| Последнее танго \| Кло \| |   |                       |                           |
| Год |   | Название              | Роль                      |
| 1914 | ф | Анна Каренина         | Кормилица-итальянка       |
| 1915 | ф | Дети века             | Мария Николаевна Торопова |
| 1916 | ф | Миражи                | Марианна                  |
| 1916 | ф | Жизнь за жизнь        | Ната                      |
| 1917 | ф | Истерзанные души      | Графиня Руцкая            |
| 1918 | ф | Молчи, грусть… молчи… | Пола                      |
| 1918 | ф | Сказка любви дорогой  | Пола                      |
| 1918 | ф | Последнее танго       | Кло                       |

Утраченные фильмы

| Год  |   | Название                               | Роль                     |
| ---- | - | -------------------------------------- | ------------------------ |
| 1915 | ф | Дети Ванюшина                          | Елена                    |
| 1915 | ф | Пламя неба                             | Курсистка Таня           |
| 1915 | ф | Песнь торжествующей любви              | Елена                    |
| 1915 | ф | Наказанный Антоша                      | Тата                     |
| 1915 | ф | Пробуждение                            | Люба                     |
| 1916 | ф | В мире должна царить красота           | Лия Ванда                |
| 1916 | ф | Одна из многих                         | Наташа Барышева          |
| 1916 | ф | Лунная красавица                       | Аня Поспелова            |
| 1916 | ф | Шахматы жизни                          | Инна Чернецкая           |
| 1916 | ф | Разорванные цепи                       | Жена Карцева             |
| 1917 | ф | Столичный яд                           | Вера Доровская           |
| 1917 | ф | Ради счастья                           | Ольга                    |
| 1917 | ф | Пытка молчания                         | Мария-Луиза              |
| 1917 | ф | У камина                               | Лидия Ланина             |
| 1917 | ф | Истерзанные души                       | Графиня Руцкая           |
| 1917 | ф | Почему я безумно люблю                 | Таня Гронская            |
| 1917 | ф | Как они лгут                           | Танцовщица Ганка         |
| 1917 | ф | На алтарь красоты                      | Поля, дочь лесника       |
| 1917 | ф | Тобою казнённые                        | Евгения Клодт            |
| 1917 | ф | Блуждающие огни                        | Лидия                    |
| 1917 | ф | Позабудь про камин, в нём погасли огни | Мара Зет                 |
| 1917 | ф | Человек-зверь                          | Северина                 |
| 1918 | ф | Живой труп                             | Цыганка Маша             |
| 1918 | ф | Тернистый славы путь                   | Вера Северная            |
| 1918 | ф | Женщина, которая изобрела любовь       | Антонелла                |
| 1918 | ф | Мещанская трагедия                     | Имя персонажа не указано |
| 1919 | ф | Азра                                   | Азра                     |
| 1919 | ф | Красная заря                           | Мисс Кетти               |
| 1919 | ф | В тисках любви                         | Имя персонажа не указано |
| 1919 | ф | Песнь Персии                           | Танцовщица               |
| 1919 | ф | Кира Зубова                            | Графиня Кира Зубова      |

Фильмы, не вышедшие на экран

| Год  |   | Название          | Роль                     |
| ---- | - | ----------------- | ------------------------ |
| 1918 | ф | Княжна Тараканова | Княжна Тараканова        |
| 1918 | ф | Исповедь монахини | Имя персонажа не указано |
| 1919 | ф | Цыганка Аза       | Цыганка Аза              |
| 1919 | ф | Дама с камелиями  | Маргарита Готье          |

## Память

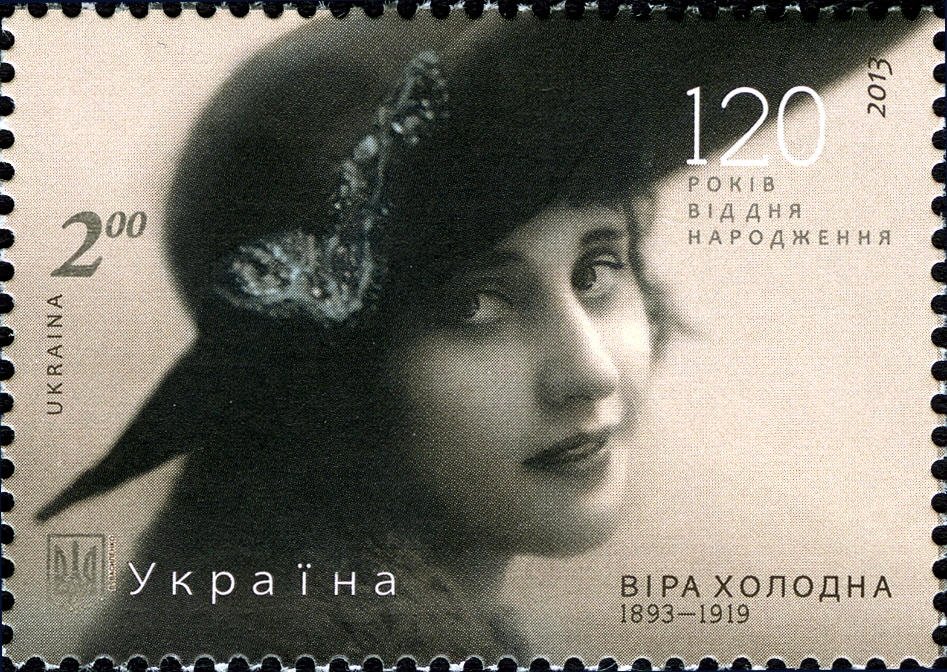
Украинская почтовая марка, посвящённая 120-летию со дня рождения Веры Холодной (2013)

- В 1975 году в СССР вышел фильм Никиты Михалкова «Раба любви». В основу сюжета легли эпизоды из жизни Веры Холодной. Актрису Ольгу Вознесенскую, прототипом которой была Холодная, сыграла Елена Соловей[10]. Также в 1974 году мог выйти фильм Рустама Хамдамова «Нечаянные радости» (неоконченный, позже вошедший в его же картину «Анна Карамазофф»). И там, и там звезду немого кино (в «Нечаянных радостях» — Веру Николаевну, в «Анне Карамазофф» — Елену), прототипом которой является Холодная, также сыграла Елена Соловей.
- Александр Вертинский, друг семьи Веры Холодной, ещё при жизни актрисы посвятил ей целый ряд песен, в числе которых — знаменитую «Лиловый негр» (посвящается «Королеве экрана Вере Холодной»)[80], «Маленький креольчик» и «Ваши пальцы пахнут ладаном»[19], а композитор Борис Прозоровский — романс «Жасмин», который актриса иногда исполняла дома[8].
- На Втором христианском кладбище Одессы, в ограде могилы Петра Чардынина, умершего в 1934 году, был установлен кенотаф Веры Холодной[81][82].
- Имя Веры Холодной выбито на коллективном кенотафе на русском кладбище в окрестностях Сан-Франциско, который установили родственники актрисы, перебравшиеся в США[83].
- В 2003 году в Одессе, на Преображенской улице, напротив дома, в котором умерла Холодная, был установлен бронзовый памятник актрисе работы скульптора Александра Токарева[84]. В Одессе также есть площадь Веры Холодной.
- 31 октября 2013 года Укрпочта выпустила почтовую марку, посвящённую 120-летию со дня рождения Холодной. Автором дизайна марки и штемпелей стал художник Василий Василенко[85].
- В 2021 году по заказу Одесского горсовета о Вере Холодной был снят короткометражный фильм.
- В некоторых произведениях, а также в записных книжках Владимира Маяковского упоминается некий «вальс» под названием «Тоска Макарова по Вере Холодной» (пьеса «Клоп», записная книжка 1924 года) и «Любовь Макарова к Вере Холодной» (киносценарий «Позабудь про камин»). Возможно, речь идёт о композиторе и музыканте Саше Макарове и его шлягере «Вы просите песен», который действительно имеет размер вальса (3/4). В самом ли деле эта песня посвящёна Вере Холодной, неизвестно[86].
- Холодная стала персонажем сериала «Вертинский» (2021 год). Её сыграла Паулина Андреева[87].

### Воспоминания
- Вертинский А. Н. Дорогой длинною…. — М.: Правда, 1990. — 572 с. — ISBN 5-253-00063-1.
- Мгебров А. А. Жизнь в театре: В 2 т. — Л.: Academia, 1929. — Т. 1. Орленев. Московский Художественный театр. Комиссаржевская. — 535 с.
- Перестиани И. Н. 75 лет жизни в искусстве. — М.: Искусство, 1962. — 345 с.
- Сабинский Ч. Из записок старого киномастера // Искусство кино. — 1936. — № 5. — С. 60—63.
- Ханжонков А. А. Первые годы русской кинематографии. — М.: Искусство, 1937. — 172 с.
- Ханжонкова В. Д. Из воспоминаний о дореволюционном кино // Из истории кино : сборник. — 1962. — № 5. — С. 120—130.
- Холодная С. Воспоминания о сестре // Советский экран : журнал. — 1990. — № 14. — С. 28—29.